# Jesús Tuson i Valls
Jesús Tuson i Valls (València, 1939 - Barcelona, 5 d'agost de 2017) fou un catedràtic de la Facultat de Filologia i professor de Lingüística a la Universitat de Barcelona, jubilat el 2009. Va ser un gran defensor de la pluralitat lingüística.
Durant quatre dècades, la seva docència va abraçar matèries com la Història de la lingüística, la Semàntica, la Lingüística i Poètica i la Teoria i Història de l'Escriptura. Fou autor de diversos manuals sobre Lingüística i va publicar llibres d'assaig sobre diversos aspectes del llenguatge i de la comunicació humana; entre els quals, El luxe del llenguatge (1986), Mal de llengües (1988), Històries naturals de la paraula (1998), ¿Com és que ens entenem? (1999), Una imatge no val més que mil paraules (2001), Patrimoni Natural (2004), Lletres sobre lletres (2006), Això és (i no és) allò (2008), Paraules en la corda fluixa (2009) i Quinze lliçons sobre el llenguatge (i algunes sortides de to) (2011).
Fou enterrat al Cementiri de Roques Blanques (el Papiol)

## Obres

### Textos universitaris
- Teorias gramaticales y analisis sintáctico (Teide, 1980).
- Aproximación a la historia de la lingüística (Teide, 1982).
- Lingüística: una introducción al estudio del lenguaje, con textos comentados y ejercicios (Barcanova, 1984).

### Assaig
- El luxe del llenguatge (Empúries, 1986) ISBN 978-84-7596-482-9. El lujo del lenguaje (Traducció al castellà de Xavier Laborda; Paidós, 1989).
- Mal de llengües. A l'entorn dels prejudicis lingüístics (Empúries, 1988 ISBN 978-84-7596-141-5; reedició de butxaca, 2002 ISBN 978-84-7596-912-1). Mal de linguas (Traducció al gallec; Edicións Positivas, 1990); Los prejuicios lingüísticos (Traducció al castellà; Octaedro, 1997); Mal de llingües. Alredor de los prexuicios llingüísticos (Traducció a l'asturià d'Héctor Gil; Araz Llibros, 2009).
- El llenguatge i el plaer. Incursions lingüístiques en terra literària (Empúries, 1990) ISBN 978-84-7596-222-1.
- El llenguatge (Empúries, 1994) ISBN 978-84-7596-429-4.
- L'escriptura. Una introducció a la cultura alfabètica (Empúries, 1996) ISBN 978-84-7596-468-3. La escritura. Una introducción a la cultura alfabetica (Traducció al castellà; Octaedro, 1997).
- Històries naturals de la paraula (Empúries, 1998) ISBN 978-84-7596-570-3.
- ¿Com és que ens entenem? (si és que ens entenem) (Empúries, 1999) ISBN 978-84-7596-646-5. ¿Cómo es que nos entendemos? (Si es que nos entendemos) (Traducció al castellà; Península, 2000).
- Introducció al llenguatge (Pòrtic, 1999) ISBN 978-84-8256-706-8. Introducción al lenguaje (Traducció al castellà; UOC, 2003).
- Una imatge no val més que mil paraules (Empúries, 2001) ISBN 978-84-7596-782-0.
- Patrimoni Natural. Elogi i defensa de la diversitat lingüística (Empúries, 2004) ISBN 978-84-9787-022-1. Patrimonio Natural. Elogio y defensa de la diversidad linguistica (Traducció al castellà; Ariel, 2008).
- Les llengües del món (UOC, 2006) ISBN 978-84-9788-414-3.
- Lletres sobre lletres (Empúries, 2006) ISBN 978-84-9787-217-1.
- Això és (i no és) Allò (Ara Llibres, 2008) ISBN 978-84-9240-662-3.
- Introducció a la lingüística (Educaula, 2009) ISBN 978-84-92672-16-5.
- Paraules en la corda fluixa (Tria Llibres, 2009) ISBN 978-84-937618-0-6.
- Quinze lliçons sobre el llenguatge (i algunes sortides de to) (Ara Llibres, 2011) ISBN 978-84-15224-12-9.

### Altres obres
- Diccionari de Lingüística. Jesús Tuson (director), amb Albert Bastardas, Carme Junyent, Xavier Laborda, M. Antònia Martí, Eugenio Martínez Celdrán, Lourdes Romera, Joana Rosselló, Valeria Salcioli, i Sebastià Serrano (Vox, 2001) ISBN 978-84-8332-104-1.
- Homenatge a Jesús Tuson. Diversos autors (Empúries, 1999) ISBN 978-84-7596-700-4.